# Black Tie White Noise (canção)
"Black Tie White Noise" é a faixa-título do álbum de 1993 do músico britânico David Bowie. Com participação de Al B. Sure!, a faixa foi o segundo single do álbum, sendo lançado em maio de 1993.

## Faixas

### Vinil de sete polegadas
1. "Black Tie White Noise" (Radio Edit) (Bowie) – 4:10
2. "You've Been Around" (Dangers Remix) (Bowie, Gabrels) – 4:24

### Vinil de doze polegadas
1. "Black Tie White Noise" (Extended Remix) (Bowie) – 8:12
2. "Black Tie White Noise" (Trance Mix) (Bowie) – 7:15
3. "Black Tie White Noise" (Album Version) (Bowie) – 4:52
4. "Black Tie White Noise" (Club Mix) (Bowie) – 7:33
5. "Black Tie White Noise" (Extended Urban Mix) (Bowie) – 5:32

## Créditos
- Produtores:
  - Nile Rodgers
- Músicos:
  - David Bowie – vocais
  - Al B. Sure! – vocais
  - Nile Rodgers – guitarra
  - Barry Campbell – baixo
  - Sterling Campbell – bateria
  - Richard Hilton – teclado
  - Lester Bowie – trompete
  - Reeves Gabrels – guitarra em "You've Been Around"